# Amics i veïns
Amics i veïns (títol original en anglès: Your Friends & Neighbors) és una pel·lícula estatunidenca de 1998, escrita i dirigida per Neil LaBute. Ha estat doblada al català. És protagonitzada per Amy Brenneman, Aaron Eckhart, Catherine Keener, Nastassja Kinski, Jason Patric, i Ben Stiller. Va ser el primer film a tenir ressenyes al portal Rotten Tomatoes. La música va ser composta per Apocalyptica.

## Argument
La pel·lícula és un retrat franc de relacions sexuals entrellaçades entre tres parelles de classe alta en una localització no revelada d'una ciutat americana del mig oest (potser Chicago), la pel·lícula específicament evita utilitzar rodatges exteriors. La trama de la pel·lícula implica diversos personatges que expressen insatisfacció sexual i que s'emboliquen l'un amb l'altre, incloent-hi una relació homosexual. Els personatges no tenen noms fins al final dels crèdits, on se'ls donen noms que rimen, com "Mary", "Jerry" i "Terri".

## Repartiment
- Amy Brenneman: Mary
- Aaron Eckhart: Barry
- Catherine Keener: Terri
- Nastassja Kinski: Cheri
- Jason Patric: Cary
- Ben Stiller: Jerry